# Lapacho medicinal

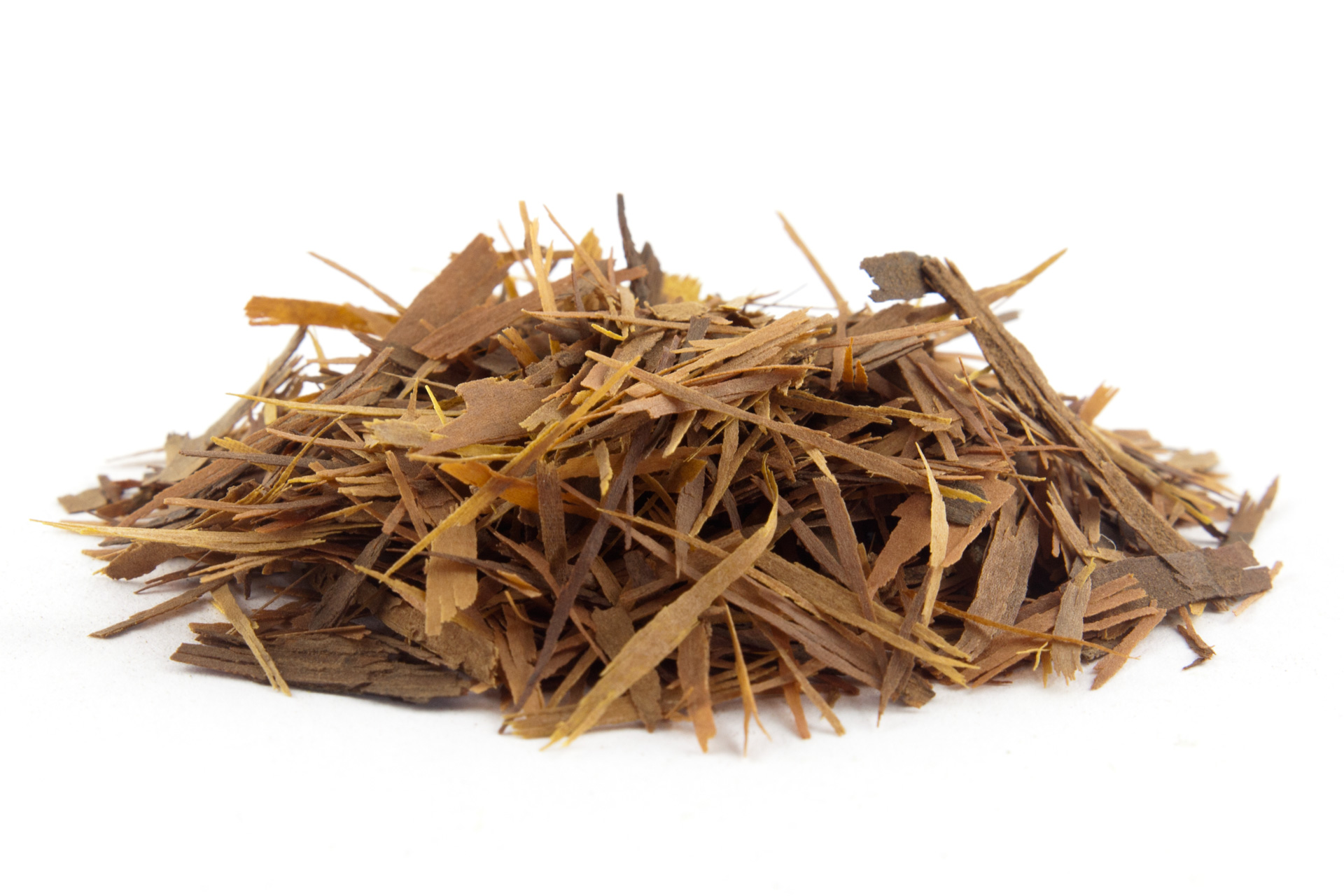
Lapacho

O lapacho ou tajibo é uma infusão de ervas elaborada a partir das lascas da camada interior do tronco da árvore de mesmo nome, também conhecida como pau d'arco ou guayacán e com o nome científico Handroanthus impetiginosus.
Lapacho é utilizado na medicina herbal de vários povos indígenas das Américas do Sul e Central para tratar diferentes doenças, como infecções, febre e dores estomacais. Descobriu-se que os ingredientes ativos do composto natural lapachol possuem importantes efeitos abortivos e de toxicidade reprodutiva para as ratas.
Tajibo é o nome comum atribuído à camada interior da árvore de lapacho vermelho ou rosa. Esta árvore cresce em zonas altas e quentes, principalmente nas zonas andinas de América do Sul. A camada interior de cor púrpura do lapacho vermelho foi um dos principais ingredientes medicinais utilizados pela civilização inca, e tem sido utilizada há mais de 1.000 anos pelo povo kallawaya.
O lapacho é tradicionalmente difundido por herbalistas como um tratamento para diferentes aflições em humanos, incluindo algumas formas de câncer, no entanto muitos de seus usos ainda carecem de respaldo científico. Segundo a American Cancer Society, "a evidência disponível de estudos de caso-controle não respalda esta substância como um tratamento eficaz para o câncer em humanos", e seu uso apresenta o risco de produzir efeitos secundários prejudiciais.